# エルンスト・イジング
エルンスト・イジング（Ernst Ising(ドイツ語: [ˈiːzɪŋ])、1900年5月10日 - 1998年5月11日）は、ドイツの物理学者。磁性体のイジング模型は彼の名に因む。イジング模型は、彼の博士課程の指導教官であったヴィルヘルム・レンツによって考案され、イジングは１次元の場合についての結果を与えた。1976年に退官するまでブラッドリー大学の物理学教授を務めた。

## 生涯
1900年にケルンで生まれる。父は商人の Gustav Ising で母は Thekla Löwe である。ゲッティンゲン大学とハンブルク大学で物理学と数学を学んだ。1922年、ヴィルヘルム・レンツの指導の下で強磁性の研究を始めた。1924年に博士論文を提出しハンブルク大学で物理学のPh.Dを取得した（この博士論文の抜粋や要約は1925年に科学ジャーナルにarticleとして発表されたため、多くの人が1925年に完全な論文を発表したと勘違いしている。以下参照）。イジングの博士論文は教官のレンツにより提案された問題の特殊な場合を研究したものである。イジングは上向きと下向きの2状態のみをとる磁気モーメントが一次元の格子点上に並び、隣接する磁気モーメント同士で相互作用するような状況を考えた。イジング模型として今日知られるこの模型は、続くルドルフ・パイエルス、ヘンリク・クラマース、グレゴリー・ワニエ、ラルス・オンサーガーらの仕事により、（2次元以上の系において）強磁性・常磁性間の相転移を示すことが証明された。
博士号取得後、短期間ビジネスの世界で働いた後、Salem、シュトラウスベルク、クロッセンなどで教師を務めた。1930年には経済学者のDr. Johanna Ehmerと結婚した。若手のドイツ系ユダヤ人科学者であったため、ヒトラーが権力を握った1933年に教育と研究を禁じられた。1934年、公立の学校から追い出されたユダヤ人学生のためのポツダム近くCaputhにあったユダヤ人学校で教師をし、その後校長にもなった。Caputhはアインシュタイン家の夏の住居の近くでもあり妻とともに住んだ。1938年、Caputhの学校はナチスにより破壊され、1939年にイジングはルクセンブルクに逃げそこで羊飼いと鉄道職員として働いた。ドイツ国防軍がルクセンブルクを占領した後は、軍隊で働くことを強制された。1947年に家族でアメリカへ移住し、イリノイ州ピオリアのブラッドリー大学の教授となったが、再び論文などを発表することはなかった。1998年、98歳の誕生日の翌日にピオリアの自宅で亡くなった。

## 業績

### イジング模型
イジング模型は1または−1をとるスピンと呼ばれる変数の離散的に集めたもので定義される。スピン {\displaystyle S_{i}} はペアで相互作用をし、2つのスピンが同じ場合は1つの値のエネルギーを持ち、2つのスピンが異なる場合は2番目の値のエネルギーを持つ。
イジング模型のエネルギーは次のように定義される。
{\displaystyle E=-\sum _{ij}J_{ij}S_{i}S_{j}\,}
ここで、和はスピンの各ペアを1度だけカウントしている。スピンの積は2つのスピンが同じ（整列）場合は+1であり、異なる（不整列）場合は−1になる。Jは2つの可能性の間のエネルギーの差の半分である。磁気相互作用はスピンを互いに整列させようとする。熱エネルギーが相互作用の強度よりも大きい場合、スピンはランダム化される。
それぞれの組み合わせにおいて
{\displaystyle J_{ij}>0} のとき、この相互作用は強磁性と呼ばれる。
{\displaystyle J_{ij}<0} のとき、この相互作用は反強磁性と呼ばれる。
{\displaystyle J_{ij}=0} のとき、このスピンは相互作用していない。
強磁性相互作用はスピンを整列させる傾向があり、反強磁性はスピンを反整列させる傾向がある。
スピンはグラフ上にあると考えることができる。このグラフの各ノードに1つのスピンがあり、各エッジが2つのスピンを非ゼロのJの値で接続している。全てのJが等しい場合、Jの単位でエネルギーを測定すると都合がよい。模型はグラフとJの符号により完全に明示される。
反強磁性1次元イジング模型は次のエネルギー関数を持つ。
{\displaystyle E=\sum _{i}S_{i}S_{i+1}\,}
ここでiは全ての整数で実行される。これにより最近接の各ペアが接続される。
1924年の博士論文において、このモデルの1次元の場合を解決した。1次元では解から相転移は認められない。この結果に基づき、イジングは自身の模型はどの次元でも相転移を示さないという誤った結論を出した。
科学文献においてこの模型が達成した重要性をイジングが知ったのは博士論文から25年後の1949年であった。今日、毎年この模型を使った約800の論文が発表されており、ニューラルネットワーク、タンパク質フォールディング、生体膜、社会的行動などの多様な分野の問題を対処している。